# Feuchtigkeitsprofil
Als Feuchtigkeitsprofil wird in der Fernerkundung und Meteorologie die Messung und Analyse des vertikalen Verlaufs der Luftfeuchtigkeit bzw. des Wasserdampf-Gehalts bezeichnet. Sie erfolgt hauptsächlich über künstliche Erdsatelliten.

## Satellitengestützte Messungen
Seit den 1980er-Jahren werden zahlreiche Erdbeobachtungssatelliten mit Messinstrumenten ausgerüstet, die im Frequenzbereich der Mikrowellen die natürliche bzw. reflektierte Strahlung der Erdatmosphäre bestimmen. Diese sogenannten Mikrowellen-Radiometer wurden (passiv) erstmals um 1965 in den TIROS-Satelliten der USA eingesetzt, später im Envisat und auch aktiv (durch Aussendung eigener Mikrowellen) in anderen Umwelt- und Wettersatelliten. Für spezielle Zwecke in der Geohydrologie ist auch der Einsatz von Messflugzeugen möglich.
Durch Messung in zwei Frequenzen können auch die Vertikalgradienten der Feuchte bestimmt werden. Beispielsweise arbeiten die passiven Mikrowellenradiometer der europäischen Satelliten ERS-1 und ERS-2 in den Radiofrequenzen 23,8 und 36,5 GHz zur Messung des Wasserdampfgehalts der Troposphäre.
Die Menge des atmosphärischen Wasserdampfs ist einerseits für die Meteorologie (Frontenverlauf, Wetterprognose usw.) von Bedeutung, andrerseits für die Geodäsie und Navigation zur genauen Reduktion von Radar-Distanzmessungen wie bei GPS und Altimetrie. Denn Wasserdampf und wässrige Aerosole haben starken Einfluss auf den Brechungsindex von Wellen im Radarbereich.

## Wasserdampf in der Atmosphäre
Die Troposphäre (untere 10–18 km der Atmosphäre) enthält je nach Lufttemperatur, Klimazone und Wetterlage zwischen 0,5 und 4 Volumenprozent Wasserdampf. Dividiert durch den Sättigungsdampfdruck (siehe Taupunkt) ergibt sich daraus die relative Luftfeuchtigkeit, ein wichtiger Parameter für die Meteorologen:
Wasserdampf ist um 37 % leichter als trockene Luft, weshalb feuchte Luft oft nach oben gedrückt wird und das Wettergeschehen deutlich beeinflusst. Außerdem hat feuchte Luft beim Aufsteigen (wegen der Kondensationsenthalpie) einen höheren Temperaturgradient, sodass Vertikalbewegungen an Heftigkeit zunehmen (z. B. in Gewitterwolken). Das Kondensationsniveau wiederum ist wichtig für die Wolkenbildung und die Niederschlags-Prognose.
Der Wasserdampfgehalt variiert stark um seinen Mittelwert von etwa 1,4 Prozent und ist neben der Lufttemperatur der wichtigste „Wettermotor“. Oberhalb der Kondensationsschichten ist er sehr gering, sodass über die gesamte Atmosphäre durchschnittlich nur 0,4 % resultieren. Oberhalb der Tropopause ist die Luft fast trocken.